# Fjälltuss
Fjälltuss (Desmatodon latifolius) är en bladmossart som först beskrevs av Dickson, och fick sitt nu gällande namn av Rabenhorst 1848. I den svenska databasen Dyntaxa används istället namnet Tortula hoppeana. Fjälltuss ingår i släktet Desmatodon, klassen egentliga bladmossor, divisionen bladmossor och riket växter. Arten är reproducerande i Sverige. Inga underarter finns listade i Catalogue of Life.